# Президентские выборы в Сирии (2014)
Президентские выборы в Сирии прошли 3 июня 2014 года. Это были первые выборы на конкурентной основе с момента прихода к власти партии Баас в 1963 году.
Заявки на участие в выборах подали 24 кандидата, из которых до выборов были допущены трое (включая действующего президента Башара Асада). Участки были открыты с 7 часов утра (8:00 мск) до полуночи (1:00 мск).
Они проходили в условиях продолжающегося уже три года вооружённого конфликта, в результате которого более 2,5 миллиона человек бежали из страны. Некоторые беженцы (Ливан) смогли принять участие в голосовании, однако страны, поддерживающие оппозицию, (Турция, Иордания) не допустили проведения выборов на своей территории. Выборы были бойкотированы некоторыми зарубежными группами оппозиции и не состоялись на большей части территории, контролируемой вооружённой оппозицией. В областях, находящихся под контролем Отрядов народной самообороны Курдистана (северо-восточная Сирия), голосование также не было проведено.
Выборы посетили наблюдатели из более чем 30 стран, в частности из Боливии, Бразилии, Венесуэлы, Кубы, КНДР, Эквадора, Индии, Ирана, Ирака, Никарагуа, России, ЮАР. Наблюдатели охарактеризовали выборы как «свободные, справедливые и прозрачные».
Европейский союз, США, страны-члены ССАГПЗ и группа «Друзья Сирии» не признали выборы легитимными. Попытка провести выборы была подвергнута критике со стороны Генерального секретаря ООН Пан Ги Муна, который считает, что это может помешать мирным переговорам властей Сирии с оппозицией в Женеве. Некоторые эксперты выразили мнение, что на выборах не хватало независимых наблюдателей.
По официальным результатам, объявленным вечером 4 июня, победу с подавляющим перевесом одержал действующий президент Башар Асад, набравший 88,7 % голосов избирателей (более 10,3 миллиона человек). Второе место занял Хассан ан-Нури (4,3 %), третье — Махер Хаджар (3,2 %).
Однако, математиками было замечено, что такие результаты могли быть получены только в результате фальсификации.
Повстанцы не признали результатов выборов и продолжили борьбу с войсками Асада, принёсшим 16 июля президентскую присягу на третий семилетний срок.

## Особенности законодательства
До последнего времени кандидатура президента утверждалась на всенародном референдуме, когда избиратели должны были утвердить или отвергнуть единственного претендента. Безальтернативные выборы проходили в Сирии в эпоху Башара Асада и его отца Хафеза Асада.
В новой конституции 2012 года прописана возможность проведения прямых президентских выборов на альтернативной основе, когда избиратели могут выбирать из нескольких кандидатов, и ограничено пребывание на посту президента двумя семилетними сроками подряд. 13 марта 2014 года парламент утвердил закон о президентских выборах на альтернативной основе. В нём, в частности, прописывается, что кандидатом на пост главы государства может быть гражданин республики, достигший возраста 40 лет, проживающий на родине последние 10 лет и не имеющий иностранного гражданства. По сути, это положение блокирует возможность участия в выборах проживающих за рубежом представителей оппозиции. После этого, спецпредставитель ООН и Лиги арабских государств по Сирии Лахдар Брахими выразил мнение, что президентские выборы могут привести к отказу оппозиции от переговоров с правительством. А генеральный секретарь ООН Пан Ги Мун, сказал, что участие Башара Асада в президентских выборах серьёзно осложнит мирные переговоры с оппозицией в Женеве.
Вспыхнувшие три года назад волнения, которые вылились в вооружённый конфликт, не остановили процесса реформ. В Сирии была введена многопартийность и отменены чрезвычайные законы. По итогам выборов в парламент в 2012 году Партия арабского социалистического возрождения, лидером которой является Асад, сохранила власть в своих руках.

## Назначение даты выборов, выдвижение кандидатов и сопутствующие события
Президент Сирии Башар Асад официально не объявлял о своих планах на грядущие выборы, но многие комментаторы не исключали, что именно он станет основным кандидатом. Он возглавил государство в 2000 году сразу после смерти своего отца Хафеза Асада, правившего в Сирии на протяжении 30 лет. Асад был переизбран на второй семилетний срок по итогам общенационального референдума в 2007 году, согласно официальным данным его кандидатуру поддержали 97,6 % голосов избирателей. Башар пошёл на значительные послабления, направленные на развитие рыночной экономики и повышение уровня жизни населения. По утверждению ливанского телеканала «Аль-Манар», в докладах ЦРУ США говорится, что если Асад будет выдвигаться, то он сможет заручиться поддержкой 75 % своих граждан и может остаться на президентском посту вплоть до 2020 года. В интервью AFP, данном в январе 2014 года, Башар Асад, комментируя возможное выдвижение своей кандидатуры, сказал:
Я не вижу причин, почему я не должен этого делать. Если общественное мнение будет склоняться в пользу моей кандидатуры, я, не колеблясь ни секунды, выдвину свою кандидатуру на выборах. Можно сказать, что шансы на это довольно существенны.
В январе, представитель сирийской делегации на международной конференции «Женева-2» Сафи Аюш, обращаясь к оппозиции, заявил
После того, как, во-первых, будет прекращена переброска террористов из-за границы, остановлено их финансирование, после того, как будут сняты санкции, мы готовы провести президентские выборы. Все будет в 24-часовом формате передаваться по телевидению. Если вы считаете, что достаточно сильны - есть выборы. Мы будем приветствовать участие любого в этих выборах.
По итогам встречи российской делегации с Башаром Асадом в Дамаске, прибывшей в Сирию 18 января с гуманитарной миссией, член Совета Федерации Дмитрий Саблин, заявил, что депутаты Государственной Думы Российской Федерации, а также члены Совета Федерации, могут стать международными наблюдателями на президентских выборах. В ходе встречи Асад, заявил, что
Если бы мы хотели сдаться, то мы бы сдались с самого начала. Мы стоим на страже нашей Родины. Этот вопрос вне поля дискуссии. Только сирийский народ может решать, кто должен принимать участие в выборах.
Министр информации Сирии Омран аз-Зоуби, сказал, что
Президент Сирии останется у власти до проведения выборов, которые должны быть демократическими и в которых смогут участвовать все желающие, однако прежде чем их организовать, необходимо побороть терроризм в стране и добиться прекращения убийства мирных жителей. Для нас есть три главных пункта. Первое — это истребление настоящих террористов в стране, второе — помощь сирийскому народу и снятие санкций. И третье — это проведение демократических свободных выборов.
26 января, точку зрения, что мировое сообщество для урегулирования конфликта в Сирии в первую очередь должно заставить террористов покинуть эту страну, и лишь после этого в ней могут быть проведены свободные выборы, поддержал в интервью CNN и президент Ирана Хасан Рухани:
Западные правительства хорошо осведомлены о том, что в Сирию проникли самые опасные террористы. К сожалению, некоторые государства предоставляют им финансирование и другую помощь. Президент Башар Асад находится у власти в Сирии уже много лет, и если люди недовольны им, они должны высказать свои претензии в правовом русле, должны быть организованы свободные выборы. Однако сначала мы должны вытеснить террористов из Сирии, мы все должны совместно работать над тем, чтобы они больше не смогли проникать в страну. Уверен, вы видели видеозаписи, которые дают понять, насколько жестокими могут быть террористы, так что, прежде всего, они должны покинуть государство. Над этим следует работать всем странам. Те, кто противостоит правительству САР, должны сесть с ним за стол переговоров. Должна быть создана благоприятная атмосфера для диалога. А принятие дальнейших решений остаётся за сирийцами.
4 апреля в заявлении, подготовленном Государственным департаментом США, выборы названы «пародией на демократию», и приведут к разделению страны на части. Под заявлением подписались США, Великобритания, Франция, Германия, Италия, Катар, Саудовская Аравия, Египет, Иордания, Турция и ОАЭ.
Регистрация кандидатов на президентских выборах в Сирии начнется 21 апреля 2014 года. По данным источников в правительстве, в этот же день парламент Сирии на сессии, транслируемой государственным телевидением в прямом эфире, должен определить точную дату выборов, намеченных ориентировочно на июль. Имена кандидатов должен обнародовать конституционный суд.
21 апреля Центральная избирательная комиссия Сирии начала принимать от кандидатов заявки на участие в выборах. Спикер парламента Сирии Мохаммад Джихад Аль-Лахам во время специальной сессии парламента в Дамаске сообщил, что президентские выборы в стране будут проведены 3 июня. Каждый потенциальный кандидат должен подать заявку в парламент, и заручившись поддержкой не менее 35 из 250 депутатов, предоставить документы в соответствии с перечнем в Верховный и Конституционные суды Сирии.
В ООН считают, что выборы в условиях гражданской войны не будут способствовать политическому урегулированию, подчеркнув, что проведение выборов противоречит Женевскому коммюнике, предполагающему создание переходного правительства. Пресс-секретарь Государственного департамента США Джен Псаки сказала:
Призыв к де-факто проведению референдума звучит особенно фальшиво сейчас, когда режим продолжает резню своего электората, того электората, который он намерен представлять.
24 апреля Башар Асад подписал декрет об учреждении избиркома — Высший судебный комитет по выборам. В его состав вошли 14 сирийских судей.
К 27 апреля кандидатуры на пост президента выдвинули уроженка Латакии и инженер-механик Сюсан Омр аль-Хаддад, профессор юриспруденции из провинции Кунейтра Самир Ахмад Маалля, житель Дамаска Мухаммад Фирас Ясин Раджух и житель провинции Хомс Абдель-Салям Юсеф Саляма. Они представили свои кандидатуры на рассмотрение парламенту. Ранее ещё два человека — коммунист-член Народного совета Сирии и уроженец Алеппо Махер Абдель Хафиз Хаджар, министр по административному развитию и уроженец Дамаска Хассан ан-Нури официально были зарегистрированы в качестве кандидатов.
28 апреля о выдвижении кандидатуры Башара Асада, сообщил в прямом эфире государственного телевидения спикер парламента Мохаммед аль-Ляхам. Прием заявлений от граждан, на выдвижение кандидатуры на пост президента, осуществляет Высший конституционный суд до 1 мая включительно. Выдвижение Асада вызвало ликование в Дамаске на площадях Хиджаз и Наджме, а также в Латакии, Тартусе и других городах.
1 мая была завершена процедура приема заявок на участие в выборах. Изначально свои заявки на участие в выборах подали 24 кандидата, однако большинство из них не получили соответствующих 35 голосов членов парламента и не соблюли обозначенные критерии. Процедура утверждения официальных кандидатов заняла пять дней, и в итоге Конституционный суд Сирии зарегистрировал трёх кандидатов на пост президента страны. Ими оказались: Башар Асад, депутат от Партии народной воли блока Народный фронт за перемены и освобождение Махер Абдель Хафиз Хаджар и глава Национальной инициативы за реформы Хассан ан-Нури.
6 мая боевики обстреляли из миномётов район торговой улицы Салхия, площадь Арнус в центре Дамаска, в результате чего погиб один человек, 23 ранены. В результате взрыва одного из снарядов сильный пожар вспыхнул в здании, расположенном рядом со зданием парламента Сирии. В христианском квартале Касаа мина упала у входа во французский госпиталь — ранено девять человек. На проспекте Мезза снаряд пробил купол мечети Усамы ибн Заида, а другая мина попала в цветочный магазин у госпиталя Муассат в квартале Мухаджирин у президентского дворца. Обстрелу подверглись также центральные кварталы в Алеппо на площади Саадаллы аль-Джабири и в районе Эль-Джамилия — погибло шесть человек, 30 ранено. Из миномётов были обстреляны города Мхарда и Хальфая — ранено шесть человек, в том числе двое детей. Выступая на торжественном собрании в Дамаске по поводу дня павших героев и дня арабской печати, министр информации Сирии Омран аз-Зоуби подчеркнул, что
Террористам не удастся сорвать проведение президентских выборов, которые состоятся в конституционные сроки — 3 июня. Это национальное решение самих сирийцев, и никто не имеет права вмешиваться в наши внутренние дела — ни генеральный секретарь ООН, ни президент США, ни правители Турции и монархий Персидского залива. Мы изберем лидера, который сможет защитить Сирию и её границы от террористов, сохранить национальное единство и привести страну к безопасному берегу.
Повстанцы путём видеозаписи сообщили о похищении Мохаммеда Канана, чья попытка зарегистрироваться в качестве кандидата в президенты была отклонена Конституционным судом. На записи Канан утверждают, что баллотироваться его вынудили люди, посланные режимом Асада, пригрозив в случае отказа расправиться с семьей.
Ситуация в Сирии стала причиной драки двух политиков в эфире иорданского телеканала «7 звезд». Журналист Шейкер аль-Хохари обвинил Мухаммеда аль-Хайоси в поддержке сирийской революции, в ответ услышал обвинение в том, что «продался» президенту Башару Асаду. Гости программы начали толкать друг на друга большой студийный стол, потом сорвали с него столешницу. Ведущему разнять их не удалось, а программу пришлось прервать.
5 мая председатель парламента Сирии Мухаммед Джихад аль-Ляххам направил послания главам парламентов дружественных Сирии государств, предложив им прислать свои делегации в Дамаск для наблюдения за ходом президентских выборов. Приглашения были направлены в Россию, КНР, Индию, ЮАР, Бразилию, Венесуэлу, Кубу, Никарагуа, Боливию, Эквадор и Армению. 7 мая аль-Ляххам сказал, что:
Сирийский народ будет выбирать главу государства в условиях враждебной информационной кампании, развязанной западными и арабскими СМИ. Те, кто ведёт войну против Сирии, не скрывают своей злобы и озабоченности по поводу того, что выборы пройдут в сроки, предусмотренные конституцией. Они пытаются открыто вмешиваться во внутренние дела, хотя только самим сирийцам принадлежит суверенное право определять, когда им выбирать президента. Мы приглашаем группы депутатов и экспертов из стран, занимающих объективную позицию в отношении сирийских событий. Мы будем признательны нашим коллегам, если они примут участие в наблюдении за свободной и демократической атмосферой голосования.
7 мая вице-спикер Совета Федерации Ильяс Умаханов в ответ на приглашение председателя Народного Совета Сирии Мухаммеда Джихада аль-Ляххама направить миссию наблюдателей, переданное послом Риадом Хаддадом, ответил, что сенаторы готовы в качестве наблюдателей присутствовать на президентских выборах.
В начале мая правительство Сирии и повстанцы заключили соглашение о прекращении огня в городе Хомс и эвакуации мирных жителей и боевиков. Каждому боевику было разрешено взять с собой автомат, рюкзак с личными вещами, и по гранатомету и пулемёту на каждый автобус. Первая группа эвакуированных прибыла в города Талбиса и Дар-аль-Кабира в 20 км к северу. 8 мая губернатор Хомса Таляль аль-Баррази заявил, что освобождение старинных кварталов Хомса завершилось, а вооружённые силы Сирии установили контроль над городом, но повстанцы контролируют предместья города, а также один из укреплённых центров — Растан. Из Хомса были вывезены 980 человек, большинство — члены вооружённых группировок. Таким образом, число эвакуированных за два дня составило около 2 тыс. человек. Муниципальные службы приступили к срочным восстановительным работам и разминированию в районах, находившихся больше двух лет под контролем боевиков. Аль-Баррази сказал, что «успех примирительной инициативы в Хомсе придаст импульс процессу национального согласия по всей Сирии в преддверии намеченных на 3 июня президентских выборов». В тот же день, на севере Алеппо прогремел мощный взрыв бомбы, заложеной в тоннеле, в результате чего была разрушена гостиница «Карлтон» и несколько зданий, находившихся поблизости. Сама гостиница находится внутри здания, построенного 150 лет назад, и напротив Цитадели, рядом с средневековым городом и базаром, признанными объектами Всемирного наследия ЮНЕСКО. Жертвами взрыва стали по меньшей мере 14 человек. 8 мая сирийские солдаты водрузили государственный флаг Сирии на часовой башне в центре Старого Хомса. 9 мая сотни мирных жителей вошли в районы Хомса, чтобы посмотреть, что осталось от их домов. В то же время, город был взят под контроль армией Сирии.
12 мая официальный представитель министерства иностранных дел Франции Ромен Надаль сказав, что единственным возможным разрешением кризиса в Сирии является «политическое решение и формирование переходного исполнительного органа власти в соответствии с Женевским коммюнике», заявил, что голосование на выборах президента Сирии в диппредставительствах на территории Франции может быть запрещено:
Проведение иностранных выборов на территории Франции регулируется Венской конвенцией о консульских сношениях от 24 апреля 1963 года. В соответствии с положениями этой Конвенции власти Франции имеют право воспротивиться проведению голосования на всей территории страны.
Позже, группа граждан Сирии, проживающих во Франции обратилась в Государственный совет, с требованием отменить постановление правительства, согласно которому было запрещено проведение голосования на выборах президента в посольстве в Париже. В официальном коммюнике адвокат истцов Дамьен Виге указал, что его клиенты убеждены, что такая мера лишает их законного демократического права избирать власть своей страны, и, что процедура ходатайства по неотложному делу позволяет обратиться к Государственному совету с требованием «принять срочные меры, необходимые для соблюдения основополагающих свобод, в данном случае — права на голосование», рассчитывая на то, что судьи совета обяжут уполномоченные властные структуры Франции уведомить правительство Сирии о том, что «все препятствия на пути проведения выборов на французской территории устранены. Решение Министерства иностранных дел является очевидно серьезным и откровенно незаконным покушением на это право».
22 мая вечером неизвестные обстреляли из миномёта палатку участников предвыборного митинга в поддержку президента Башара Асада в городе Дераа на юге Сирии, в результате чего, погибли по меньшей мере 20 человек и 30 пострадали. Позже, несмотря на угрозы миномётных обстрелов со стороны боевиков вооружённой оппозиции, в Дамаске прошли предвыборные митинги в поддержку Асада под лозунгом «Сава!», что в переводе с арабского значит «Вместе!».
27 мая на пресс-конференции в Москве глава Народного фронта за перемены и освобождение Кадри Джамиль заявил о предложении отложить президентские выборы, поскольку большинство сирийцев не сможет принять в них участие, подчеркнув, что «не призывает их бойкотировать». В администрации посольства Сирии в Бейруте заявили о возможности досрочного голосования для беженцев, так как после объявления даты выборов у здания стали выстраиваться огромные очереди из людей, желающих подтвердить своё право голоса. По оценкам ООН, только в Ливане находится до полутора миллионов беженцев из Сирии.
30 мая в пресс-службе Центральной избирательной комиссии России сообщили, что наблюдателями на выборах по приглашению правительства Сирии будут член ЦИК Антон Лопатин и заместитель начальника управления внешних связей аппарата ЦИК Игорь Евланов. Делегация представителей ЦИК будет работать в составе группы наблюдателей от Государственной Думы и Совета Федерации.
30 мая в Дамаске спортсмены в белых майках с портретами Башара Асада возглавили «марш в поддержку отчизны» от стадиона «Аль-Джалиль» в Джермане через весь город к памятнику павшим героям на горе Касьюн. В шествии, транслируемом по национальному телевидению, участвовали люди разных возрастов, выходцы из христианских и мусульманских общин. 29 мая патриарх Антиохийской православной церкви Иоанн Х Язиджи и духовные вожди мусульман призвали граждан к широкому участию в выборах, назвав это «священным долгом». На митинге в Алеппо выступил заместитель генерального секретаря Партии Арабского Социалистического Возрождения (ПАСВ) Хиляль аль-Хиляль, высоко оценив стойкость жителей города и их сплоченность вокруг сирийской армии, и выразив уверенность в скором освобождении города и всей страны от бандформирований:
Население Алеппо пожертвовало очень многим, но выдержало испытание, показав в самые трудные моменты пример коллективного мужества. Каждый день доблестные сирийские военнослужащие добиваются побед на фронте и очищают сирийскую землю от террористов и фанатиков.
30 мая в Тартусе была предотвращена серия терактов, которую готовили экстремисты из группировки «Ахрар аш-Шам», так как в этом городе проживают сторонники Башара Асада.
2 июня официальный представитель Государственного департамента США Джен Псаки напомнила, что «ранее в нынешнем году сирийский парламент принял закон», согласно которому кандидатами в президенты «могут быть только те, кто живёт в Сирии на протяжении 10 последних лет», и, что это «мешает быть избранными представителям оппозиции в изгнании», сказав, также, что:
Мы четко заявили, что эти выборы являются фарсом. Голосование для сирийцев, живущих за рубежом, началось только 28 мая, и завершится 3 июня в Сирии. Обычно в ходе демократических выборов в свободном обществе у людей есть возможность сыграть важную роль в определении своих лидеров. Подобный процесс является невероятным в сегодняшней Сирии, где почти половина населения вынуждена покинуть свои дома из-за войны. Мы считаем, что наблюдение за выборами, которые, на наш взгляд, являются фарсом - это не самое лучшее использование времени.
Член делегации наблюдателей от России и член Совета Федерации Алексей Александров сказал, что есть надежда, что президентские выборы состоятся и будут легитимными, несмотря на политическое и военное давление:
Самое главное — это то, что созданы равные условия для всех трёх кандидатов, принимающих участие в этих выборах. Помимо президента Башара Асада, это член парламента от коммунистического блока Махер Хаджар и руководитель движения "Национальная инициатива за реформы" Хасан ан-Нури. Все кандидаты — люди с богатым политическим прошлым. В Дамаске и в той части страны, которая не участвует в боевых действиях, обстановка спокойная, ничто не нагнетает нервозность в плане безопасности. Хотя, как мы знаем, всегда имеются люди, готовые сорвать выборы, особенно в странах со сложной внутриполитической обстановкой. Но сейчас затишье. Такое впечатление, что существует некий мораторий на какие-либо действия.
Другой член делегации Сергей Гаврилов отметил, что российские наблюдатели пока не зафиксировали ни одного нарушения в процессе подготовки выборов, однако со стороны экстремистов существует угроза для наблюдателей:
Пока у меня нет никаких оснований считать, что права избирателей или кандидатов в президенты ущемлены, несмотря на угрозы и агрессивную активность из-за рубежа. Пока подготовка к выборам идет успешно. Есть угроза для наблюдателей, прежде всего для российских наблюдателей. Есть очевидное желание экстремистов сорвать участие наблюдателей, которые могут зафиксировать и удостоверить, что выборы проходят честно, законно, прозрачно.
3 июня перед открытием в Брюсселе двухдневного заседания министров обороны 28 стран-членов НАТО, генеральный секретарь НАТО Андерс Фог Расмуссен сказал, что «президентские выборы в Сирии — это фарс. Они не соответствуют международным стандартам свободных, справедливых и транспарентных выборов», отметив, что ни одна из стран НАТО не признает результаты «этих так называемых выборов».

## Голосование

### Предварительное
С 28 по 29 мая проходило досрочное голосование на выборах для жителей Сирии, проживающих за рубежом. Избирательные участки были открыты в посольствах Сирии в 38 странах мира, в том числе и в России. Проводить голосование запретили во Франции, Германии, Бельгии, Великобритании и США, в странах Персидского залива посольства Сирии были вообще закрыты. В заявлении канцелярии президента, появившемся в социальной сети Facebook, было отмечено, что находящиеся за рубежом граждане «проявили высокую активность и национальную сознательность. Сирийцы на протяжении истории отличались подлинным патриотизмом, и активность на выборах подтверждает их чаяния о будущей мирной Сирии. В тех странах, где граждане САР из-за запрета властей не смогли реализовать конституционное право, придя на избирательные участки в посольства, они смело выразили своё мнение в ходе уличных акций». Высший судебный комитет по выборам дал согласие на установку избирательных урн в аэропортах, куда прибывают работающие за рубежом граждане. 28 мая правительство приняло решение организовать спецрейсы до Дамаска и обратно для желающих принять участие в выборах из тех стран, где власти запретили их проведение или посольства были закрыты. Ранее, глава избиркома Хишам аш-Шаар сообщил, что Сирия на президентских выборах станет единым избирательным округом и «избиратели смогут воспользоваться правом голоса в том месте, которое они посчитают наиболее безопасным и удобным». В свою очередь министр внутренних дел Мухаммед аш-Шаар опроверг нелепые спекуляции СМИ о том, что в посольстве Сирии в Ливане якобы ставилась специальная отметка в удостоверениях личности у тех, кто пришёл голосовать, сказав, что «такие вещи противозаконны. Личное участие в выборах должны быть осознанным. Это и право, и долг». В Ливане находятся сотни тысяч сирийских беженцев. На КПП Маснаа-Дждейда в районе сирийско-ливанской границы был создан избирательный участок для тех, кто не мог проголосовать 28 и 29 мая.
В итоге, явка на предварительном голосовании составила более 95 % зарегистрированных при сирийских посольствах избирателей, и как отметил заместитель министра иностранных дел Сирии Фейсал Микдад, возглавляющий комитет по выборам при министерстве, отметил, что такая явка «разбила западную пропаганду», показав, что сирийцы хорошо осведомлены о происходящем на их родине и верят в будущее страны.

### День тишины
2 июня в «день тишины» по всей территории Сирии вступил в силу план безопасности, в ходе реализации которого, правоохранительные органы и военнослужащие взяли под охрану все избирательные участки. Глава Высшего судебного комитета по выборам (Избирком) Хишам аш-Шаар сказал о возможности продления голосования на пять часов, и, что избирательные участки откроются во всех провинциальных центрах, за исключением города Ракки на Евфрате, захваченного террористами:
В тесной координации с МВД мы сделали все, чтобы избирателям было удобно проголосовать там, где они захотят. Сирия на президентских выборах станет единым избирательным округом.
Кандидат в президенты Махер Хаджар сказал, что:
Все сирийцы согласны с тем, что выбор сделает народ Сирии, последнее слово за ним. В этих выборах была огромная потребность. Очень важно, что сирийцы, которые проживают в других странах, а это в основном беженцы, уже проголосовали в 38 посольствах САР.
Другой кандидат, Хассан ан-Нури, отметил, что:
Время единоличных правителей и лидеров кончилось. Кто бы ни победил на нынешних выборах, он не сможет рулить страной в одиночку. Успешный лидер умело руководит командой лидеров, которые способны заниматься вверенными им вопросами. В чем-то сам лидер разбирается лучше, в чем-то — его единомышленники. Мы не нуждаемся в президенте — мы нуждаемся в лидере нации. Кто бы из нас троих ни победил на этих выборах — я или два моих коллеги, — я желаю, чтобы он справился с возложенной на него народом ролью лидера.
Праллельно, развешанные по всему Дамаску с окончанием агитации свернули плакаты с изображением Асада и лозунгами «Вместе!», «Мы строим вместе», «Вместе мы обеспечим безопасность, мы сражаемся с коррупцией и терроризмом, мы вернем стабильность».

### Основное
Избирательные участки открылись 3 июня в 7 часов утра (8:00 мск). Количество зарегистрированных избирателей составило 15,8 млн человек (население страны на 2012 год — 22,4 млн человек). В Дамаске и Алеппо были созданы 5235 участков для голосования, по всей стране их количество достигло 9601. Голосование состоялось в 13 из 14 провинций страны — провинция Ракка контролируется боевиками (в других захваченных ими районах гражданское население фактически отсутствует). В одном Дамаске проживает не менее 8 миллионов беженцев, имеющих право проголосовать по удостоверениям личности на любом из избирательных участков страны. Для участия в голосовании нужно было окунуть указательный палец правой руки в специальную нестирающуюся жидкость, для ограждения от повторного голосования. В международном аэропорту Дамаска один за другим садились чартерные рейсы из разных стран с гражданами Сирии, так как несколько сирийских миллионеров оплатили им билеты, чтобы они смогли отдать свои голоса на выборах.
За ходом голосования наблюдали парламентарии из 30 стран. 2 июня в Дамаск прибыли делегации депутатов, участвовавших международной конференции в поддержку Сирии в Тегеране, высказавшихся за политическое урегулирование конфликта, назвав решение о проведении президентских выборов «суверенным правом сирийцев». Губернатор провинции Хомс Таляль аль-Баррази сообщил, что в районе сирийско-ливанской границы и в Сирийской пустыни появятся передвижные центры для голосования, и, таким образом, «каждый избиратель в Хомсе получит возможность опустить бюллетень в урну». Сирийские беженцы в Ливане, смогут проголосовать на пограничных КПП, куда будут доставлены избирательные урны. Но министр внутренних дел Ливана Нухад аль-Машнук от прозападного блока «Аль-Мустакбаль», предупредил, что «выезд из Ливана повлечет за собой утрату статуса беженца и сирийцев, которые пойдут на такой шаг, не пустят обратно на ливанскую территорию». Посол Сирии в Бейруте Али Абдель Керим Али осудил «этот недружественный шаг ливанских властей, нарушающий права человека», посоветовав правительству Ливана пересмотреть «решение, которое отрицательно скажется на отношениях двух братских стран».
Голосование осложнилось обострением столкновений. Так, в западных кварталах Алеппо разорвались более 30 минометных снарядов и самодельных ракет, в результате чего погибли 11 человек и 47 ранены, большинство из них дети. По данным заместителя губернатора Самира Гадбана к середине дня в городе на 800 избирательных участках проголосовали 200 тысяч человек. Западная часть города, куда переместилось большинство беженцев, находится под контролем вооружённых сил. Позже, боевики подвергли обстрелу из минометов восточный пригород Дамаска — Джермана, где проживают христиане и друзы. В результате разрыва одного снаряда погиб один человек, семеро получили ранения. Также был совершён обстрел центральных районов столицы, в частности площади Омейядов, на которой находится телецентр. На проспекте Мезза снаряд упал у здания миссии ООН. В глубине города разрывы мин произошли в кварталах Мазраа, Мухаджирин, Эль-Гассани, Касаа, Эль-Аддави, а также у площади Аббасидов. Параллельно в ливанской газете «Daily Star» сообщили, что вооруженные группировки «Исламский фронт», «Армия моджахедов», «Ахрар аш-Шам» и «Аджнад аш-Шам» объявили, что «не будут обстреливать избирательные участки в столице и подвергать угрозе мирных жителей», так как выборы являются «бессмысленными». Однако, позже, боевики вооруженной оппозиции, из горной местности со стороны курорта Забадани, где находятся их укрепления, обстреляли избирательный участок в районе Дждейда-Ябус на сирийско-ливанской границе.
День выборов был объявлен выходным, студенты временно освобождены от сдачи экзаменов, а для все частные медицинские клиники обязали лечить раненых и заболевших совершенно бесплатно. Башар Асад проголосовал вместе с супругой Асмой в средней школе имени национального героя Наима Маасарани рядом с резиденцией президента в районе аль-Малики в центре Дамаска. Премьер-министр Сирии Ваэль аль-Халки назвал выборы «историческим днем» для страны, сказав, что высокая явка «докажет всему миру, что сирийский народ твердо решил провести эти выборы успешно», призвав сирийцев выбрать президента, который смог бы «обеспечить безопасность и стабильность в стране и достичь национального примирения». Кандидат Махер Абдель Хафиз Хаджар пришёл на избирательный участок в парламентском дворце в квартале Салхия и воздержался от комментариев. Третий кандидат Хассан ан-Нури проголосовал в гостинице «Шератон», после чего сказал журналистам, что выборы проходят в Сирии «демократично и прозрачно. Сирия становится другой страной — страной, где укореняется плюрализм и приемлемо иное мнение».
Глава Высшего судебного комитета по выборам Хишам аш-Шаар сказал, что «решением Высшего судебного комитета по выборам голосование в стране продлено на пять часов из-за очень высокой явки избирателей». Ранее планировалось, что участки закроются в 19:00 (20:00 мск). Позже, аш-Шаар заявил, что результаты выборов будут объявлены не ранее чем через сутки и только после полного подсчета голосов
Законом не установлен срок подсчета голосов. Имейте в виду, что никакие предварительные результаты публиковаться не будут. Предварительные и окончательные результаты будут объявлены одновременно. После окончания голосования местные избирательные комиссии подсчитывают голоса, отданные за кандидатов, и сравнивают их с числом проголосовавших на данном избирательном участке. Если разрыв составит свыше 2%, результаты выборов на данном участке будут аннулированы.
После подсчета голосов на участках их результаты поступают в региональные избиркомы в провинциях, далее в центральный комитет по выборам, общий протокол — в Высший судебный комитет по выборам. Копия протокола отправляется в Конституционный суд, который и определяет победителя выборов. Аш-Шаар отметил, что голоса граждан Сирии, проголосовавших за рубежом уже подсчитаны и «будут приплюсованы к голосам избирателей внутри страны».
В полночь (01:00 мск) голосование завершилось на всей территории Сирии, после чего сразу же начался подсчёт голосов.

## Результат
Для победы в первом туре кандидату надо было получить абсолютное большинство — 50 % плюс 1 голос.
4 июня спикер Народного совета Сирии Мохаммад аль-Лахам в телеобращении по итогам подсчета 100 % бюллетеней заявил, что «Башар Асад становится президентом Сирии, набирая абсолютное большинство голосов на выборах», а именно 88,7 % (10,2 млн человек), в то время как Хассан ан-Нури — 4,3 % (500 тыс. 279 избирателей), Махер Хаджар —3,2 % (372 тыс. 301 избиратель). Пресс-секретарь Верховного конституционного суда сообщил, что явка составила 73,42 процента (11,6 миллиона человек из более 15 миллионов граждан, имеющих право голоса). Однако, такие результаты могли быть получены только в результате фальсификации.
Жители Дамаска отреагировали на сообщение о победе громкими овациями и выстрелами в воздух, несмотря на то, что двумя часами ранее Асад призвал «не расходовать патроны, потому что в них нуждаются солдаты и офицеры, воюющие на передовой». Одновременно, тысячи сторонников с фотографиями Асада и национальными флагами заполнили улицы, чтобы отпраздновать итоги выборов. Глава так называемого «Сирийского центра мониторинга за соблюдением прав человека» (OSDH) Рами Абдель Рахман заявил, что «по меньшей мере три человека погибли и десятки получили ранения в результате праздничной стрельбы, которую устроили сторонники Асада». На данные OSDH регулярно ссылаются западные СМИ, при этом объективность и достоверность информации этой организации ставится под сомнение. Кроме того, сообщается, что ходе стрельбы в городе Халеб на севере страны были ранены 20 человек.
|                                 | Башар Асад                      | Баас (просирийская фракция)                    | 10 319 723 | 88,7  |
|                                 | Хассан ан-Нури                  | Национальная инициатива за реформы и изменения | 500 279    | 4,3   |
|                                 | Махер Жаджар                    | беспартийный                                   | 372 301    | 3,2   |
| Недействительных/пустых бланков | Недействительных/пустых бланков | Недействительных/пустых бланков                | 442 108    | 3,8   |
| Всего                           | Всего                           | Всего                                          | 11 634 412 | 100   |
| Зарегистрированных голосов/явка | Зарегистрированных голосов/явка | Зарегистрированных голосов/явка                | 15 845 575 | 73,42 |
| Источник: SANA                  |                                 |                                                |            |       |

### Доказательства фальсификаций результатов
Такие результаты могли быть получены только в результате фальсификаций, когда абсолютное число проголосовавших было вычислено по заданным процентам, а не наоборот. Это следует из того, что все абсолютные цифры (число проголосовавших за каждого кандидата и число недействительных бюллетеней) в точности получаются округлением (вверх или вниз) до целого числа проголосовавших, умноженного на официальный процент, который дан с точностью до десятой доли процента. При этом десятая доля процента соответствует 11 634 человекам, поэтому вероятность такого совпадения для одного показателя равна 2/11 634, а вероятность для всех четырех порядка 10-12. Таким образом практически невозможно, чтобы эти результаты получились реальным подсчетом голосов. Это было замечено блогером Романом Тумайкином, и подтверждено статистиком Эндрю Гельманом из Колумбийского университета. Более того в официальных результатах выборов сумма голосов за кандидатов отличается на 1 голос от общего количеством проголосовавших — подобная ошибка была бы невозможна, если бы результаты выборов считались стандартным путем суммирования данных по отдельным территориям, однако легко объясняется ошибкой округления, при условии, что количество голосов вычислялось по заданным процентам.

## Международная реакция
Сирия:
- 4 июня в заявлении канцелярии президента была отмечена благодарность граждан за активное участие в голосовании, и сказано, что «Сирия и её народ вступают в новый период своей славной истории. Сирийцы подтвердили приверженность родине и жизнеутверждающей культуре. Вопреки всем вызовам и террористической угрозе, они выразили желание принять активное участие в процессе созидания своего будущего». Высший судебный комитет по выборам обратил внимание на проявленную гражданами «высокую активность, которая превзошла все ожидания, и национальную сознательность». Кандидат Махер Абдель Хафиз Хаджар заявил журналистам, что проведение выборов «стало пощечиной тем странам, которые участвовали в заговоре против сирийского народа и направляли в страну убийц-террористов. Сирийский народ является хозяином свой судьбы, и, приняв активное участие в голосовании, он направил послание всем тем, кто пытается говорить от его имени на Западе. Это был ещё один референдум по конституции 2012 года, утвердившей в Сирии демократическую систему и плюрализм». Другой кандидат Хассан ан-Нури также признал, что выборы в Сирии прошли «успешно, демократично и прозрачно, а наплыв избирателей на участки для голосования был беспрецедентным. Если бы не стойкость сирийского народа и мужество бойцов вооруженных сил республики, мы бы с вами не голосовали сегодня в Дамаске и других городах». Спикер Народного совета Мухаммед Джихад аль-Ляххам назвал голосование «праздником демократии» и «историческим днем для Сирии», подчеркнув, что «сирийцы удивили весь мир своим патриотическим подъёмом». Премьер-министр Сирии Ваэль аль-Халки в свою очередь заявил, что Сирия после выборов «вступает в период реконструкции. Мы будем возрождать не только экономику и инфраструктуру, но и человека»[124].
- 5 июня на встрече с иранской парламентской делегацией, входившей в группу наблюдателей за ходом голосования, президент Сирии Башар Асад сказал, что высокая явка сирийских граждан на выборах — «это сильное послание Западу и тем странам, которые вовлечены в войну против Сирии. Сирийцы — свободный народ, народ, который полон решимости самостоятельно решать свою судьбу»[125].

 Иран:
- Глава комитета национальной безопасности Исламского консультативного совета Исламской Республики Иран Алаэддин Боруджерди сказал, что «выборы были проведены прозрачным демократическим путем»[126].

 Россия:
- Руководитель российской делегации наблюдателей, первый заместитель председателя комитета Совета Федерации по конституционному законодательству Алексей Александров заявил о признании прошедших выборов легитимными[100] и соответствии их всем международным стандартам[127]. Другой член делегации и член комитета СФ по международным делам Игорь Морозов сказал, что на избирательных участках собирались очереди, но доступ туда был свободный, военных видно не было, сообщив также о большом числе международных наблюдателей — как от членов группы «Друзья Сирии», так и от разных стран[128].

Нас поразило воодушевление студенчества. Это призывы голосовать за главного кандидата, за Асада. Главное, что они пытаются нам, международным наблюдателям, объяснить свою позицию. С ним они связывают своё будущее. Нам бы хотелось, чтобы именно европейские парламентарии увидели, что реально происходит в Сирии, и, когда они выступают в ПАСЕ и на других международных площадках, чтобы они слушали не только Соединенные Штаты, но и голос разума.
- 4 июня за круглым столом в гостинице «Дама Роуз» наблюдатели на выборах, в числе которых члены парламентов России, Ирана, Бразилии, Венесуэлы, КНДР, Таджикистана, Филиппин, Уганды, а также представители Канады, США, Ирландии, Пакистана, Малайзии и Бахрейна, выразили единодушие в том, что голосование состоялось и прошло в демократичной и позитивной атмосфере[130].
- 5 июня на брифинге официальный представитель Министерства иностранных дел РФ Александр Лукашевич заявил, что «в Москве рассматривают прошедшее голосование как важное событие, которое обеспечивает продолжение функционирования государственных институтов в Сирии в соответствии с положениями Конституции этой суверенной страны»[131].

 США:
- Представитель Государственного департамента США Мари Харф назвала эти выборы позором, сказав, что «миллионы сирийцев были лишены права проголосовать», и добавив, что сирийское руководство продолжает совершать массовые убийства своих граждан[132].

 Европейский союз:
- 4 июня в коммюнике Европейского Союза было сказано, что президентские выборы в Сирии «нельзя рассматривать как подлинно демократическое голосование. Евросоюз считает, что эти выборы нелегитимны и подрывают политические усилия для поиска выхода из этого ужасного кризиса», и отмечается, что «любые выборы в Сирии следует проводить только в рамках подлинного политического процесса, согласованного с международным сообществом», а также «в подлинных политических переговорах, которые создадут условия, позволяющие сирийскому народу действительно выражать свою волю»[133].
- 5 июня в обнародованном заявлении G7 по итогам состоявшегося в Брюсселе заседания глав государств и правительств сказано, что «мы осуждаем фиктивные президентские выборы 3 июня: для Асада нет будущего в Сирии»[134]., и заявлено о «решимости активизировать усилия по устранению угрозы, которую несут иностранные боевики, направляющиеся в Сирию», и осуждении «нарушения международного гуманитарного права и прав человека, а также беспорядочные артиллерийские обстрелы и бомбардировки с воздуха со стороны сирийского режима. Все виновные в совершении таких нарушений должны быть привлечены к ответственности. Мы призываем все стороны в конфликте обеспечить доступ помощи для всех нуждающихся по прямым маршрутам, в том числе через границы и конфликтные линии, и поддержать дальнейшие срочные действия СБ ООН в этом направлении»[135].

 Великобритания:
- 5 июня в письменном заявлении министра иностранных дел Великобритании Уильяма Хейга было сказано, что «Асад не обладал легитимностью до этих выборов, не обрел её и после. Эти выборы никак не связаны с настоящей демократией. Они были проведены в разгар гражданской войны, когда миллионы людей не получили возможности проголосовать, были лишены возможности получать гуманитарную помощь, а оппозиция жестоко подавлялась. Проведение выборов в таких условиях было для Асада способом сохранить свою диктатуру». Хейг отметил, что Великобритания продолжит оказывать помощь в поиске политического решения сирийского конфликта, и будет поддерживать «умеренную» оппозицию, разделяющую западные взгляды на демократию, плюрализм и уважение прав человека[136].

 Франция:
- 5 июня по итогам первого дня саммита G7 в Брюсселе президент Франции Франсуа Олланд отметив необходимость «оказания продолжения поддержки демократической оппозиции Сирии», воюющей не только с правительственными силами, но с организациями исламистов, и необходимость завершения работы по уничтожению сирийского химического оружия, от имени Франции заявил, что «мы не можем принять результаты выборов, в которых приняла участие только часть населения, и которые произошли в условиях гражданской войны под бомбами»[137].
- Министр иностранных дел Франции Лоран Фабиус сказал, что выборы не способны решить конфликт в этой стране, они не соответствовали демократическим процедурам, так как «на этом голосовании выбор был между Башаром Асадом и Башаром Асадом». По его словам, эти выборы лишь будут лишь способом оправдать продолжающуюся политику Асада по «беспощадной борьбе» с оппозицией и по сохранению своей власти[138].

 Беларусь:
- 9 июня президент Белоруссии Александр Лукашенко поздравил Башара Асада с избранием на пост президента. «Уверен, что под Вашим руководством Сирия будет и далее успешно бороться с терроризмом и внешним вмешательством в свои внутренние дела», — заявил президент[139][140].

## Инаугурация
16 июля в Дамаске во дворце Каср аш-Шааб на горе Джебель-Касиюн, где, согласно библейскому преданию, Каин убил Авеля, президент Сирии Башар Асад в окружении членов Народного совета САР, глав религиозных конфессий, культурных и общественных деятелей в соответствии с 7-м параграфом конституции, положив правую руку на священный Коран принес присягу президента на третий семилетний срок, сказав:
Клянусь Всемогущественным Аллахом, что буду уважать конституцию страны, её законы и республиканский строй, блюсти интересы народа и уважать его свободы. Клянусь оберегать суверенитет родины и её независимость, защищать целостность сирийской земли. Буду добиваться социальной справедливости и единства арабской нации.
В речи после принесения присяги, Асад сказал, что «спустя 3 года и 4 месяца с начала кризиса народ сказал своё слово, народ принял решение и народ его выполнил».